# Robert Guillaume
Robert Guillaume, geboren als Robert Peter Williams (Saint Louis, 30 november 1927 – Los Angeles, 24 oktober 2017), was een Amerikaans acteur.

## Loopbaan
Robert Guillaume maakte in 1966 zijn acteerdebuut in de televisiefilm Porgy in Wien. Zijn eerste rol op het witte doek volgde in 1973, als Jordan Gaines in de actiefilm Super Fly T.N.T..
Hij werd in zowel 1983, 1984 als 1985 genomineerd voor een Golden Globe voor zijn hoofdrol als huishouder Benson DuBois in de komedieserie Benson. Hiervoor won hij in 1985 daadwerkelijk zijn tweede Primetime Emmy Award, nadat hij in 1979 zijn eerste won voor zijn bijrol als diezelfde Benson DuBois in de komedieserie Soap. 
Guillaume kreeg in 1984 een ster op de Hollywood Walk of Fame. Zijn artiestennaam Guillaume is het Franse equivalent van zijn geboortenaam Williams.
Hij overleed in 2017 op 89-jarige leeftijd aan de gevolgen van prostaatkanker.

## Privéleven
Guillaume trouwde in 1986 met producente Donna Brown Guillaume, zijn tweede echtgenote. Samen met haar kreeg hij in 1990 dochter Rachel. Guillaume was van 1955 tot en met 1984 al eens getrouwd met Marlene Williams, met wie hij twee kinderen kreeg.

## Filmografie
*Exclusief 20+ televisiefilms
| - Columbus Circle (2012) - Satin (2011) - The Secrets of Jonathan Sperry (2008) - The Lion King III (2004, stem) - Big Fish (2003) - 13th Child (2002) - The Adventures of Tom Thumb & Thumbelina (2002, stem) - The Land Before Time VIII: The Big Freeze (2001, stem) - Silicon Towers (1999) - The Lion King II: Simba's trots (1998, stem) - The Easter Story Keepers (1998, stem) | - First Kid (1996) - Spy Hard (1996) - The Lion King (1994) - The Meteor Man (1993) - Death Warrant (1990) - Lean on Me (1989) - They Still Call Me Bruce (1987) - Dead or Alive (1987) - Prince Jack (1985) - Seems Like Old Times (1980) - Super Fly T.N.T. (1973) |

## Televisieseries
*Exclusief eenmalige gastrollen
- Happily Ever After: Fairy Tales for Every Child - stem verteller (1995-2000, 27 afleveringen)
- Sports Night - Isaac Jaffe (1998-2000, 45 afleveringen)
- Timon & Pumbaa - stem stem Rafiki (1995-1999, elf afleveringen)
- Pacific Station - Detective Bob Ballard (1991-1992, dertien afleveringen)
- Fish Police - stem Detective Catfish (1992, zes afleveringen)
- A Different World - Dean Winston (1991, twee afleveringen)
- The Robert Guillaume Show - Edward Sawyer (1989, twaalf afleveringen)
- Crossbow - Nolan Ben Sunniman Al Hedrem (1987, twee afleveringen)
- Benson - Benson Dubois (1979-1986, 159 afleveringen)
- North and South - Frederick Douglass (1985, zes afleveringen - miniserie)
- The Love Boat - Frank Belloque (1980, twee afleveringen)
- Soap - Benson Dubois (1977-1980, 49 afleveringen)

- Bibsys: 14016353
- Bibliothèque nationale de France: cb13894805q (data)
- Gemeinsame Normdatei: 124220134
- International Standard Name Identifier: 0000 0001 1468 1570
- Library of Congress Control Number: n88068075
- MusicBrainz: 768b254e-e829-4ed2-a625-c12d8f8cdf50
- Nationale Bibliotheek van Israël: 987007425164905171
- SNAC: w6wv1nmt
- Système universitaire de documentation: 266453074
- Virtual International Authority File: 14958369
- WorldCat: E39PBJrmcm6H3bg6QBQ6y6kVYP